# On Through the Night World Tour
On Through the Night World Tour – druga trasa koncertowa grupy muzycznej Def Leppard, w jej trakcie odbyło się 138 koncertów.

## Program koncertów

### Wariant 1
1. "It Could Be You"
2. "When the Walls Came Tumbling Down"
3. "Hello America"
4. "Satellite"
5. "Long Way From Home"
6. "Answer to the Master"
7. "Let It Go"
8. "Overture"
9. "Me & My Wine"
10. "Medicine Man"
11. "Sorrow is a Woman"
12. "Good Morning Freedom"
13. Drum Solo
14. "It Don't Matter"
15. "Lady Strange"
16. "Rock Brigade"
17. "Rocks Off"
18. "Ride into the Sun"
19. "Wasted"

### Wariant 2
1. "It Could Be You"
2. "When the Walls Came Tumbling Down"
3. "Hello America"
4. "Satellite"
5. "Answer to the Master"
6. "Medicine Man"
7. "It Don't Matter"
8. "Rock Brigade"
9. "Rocks Off"
10. "Wasted"

### Wariant 3
1. "It Could Be You"
2. "Hello America"
3. "When the Walls Came Tumbling Down"
4. "Rock Brigade"
5. "Medicine Man"
6. "Let It Go"
7. "Overture"
8. "Answer to the Master"
9. "Sorrow Is a Woman"
10. "Good Morning Freedom"
11. Drum Solo
12. "Satellite"
13. "It Don't Matter"
14. "Wasted"
15. "Ride into the Sun"
16. "Rocks Off"

### Wariant 4
1. "It Could Be You"
2. "It Don't Matter"
3. "Long Way From Home"
4. "Answer to the Master"
5. "Rock Brigade"
6. "Me & My Wine"
7. "Satellite"
8. "Medicine Man"
9. "Overture"
10. "Lady Strange"
11. "Rocks Off"
12. "Ride into the Sun"
13. "Wasted"

### Wariant 5
1. "When the Walls Came Tumbling Down"
2. "Hello America"
3. "It Could Be You"
4. "Satellite"
5. "Lady Strange"
6. "It Don't Matter"
7. "Answer to the Master"
8. "Medicine Man"
9. "Rock Brigade"
10. "Rocks Off"
11. "Wasted"
12. "Ride into the Sun"

### Wariant 6
1. "When the Walls Came Tumbling Down"
2. "It Could Be You"
3. "Hello America"
4. "Satellite"
5. "Lady Strange"
6. "Rock Brigade"
7. "Answer to the Master"
8. "It Don't Matter"
9. "Rocks Off"
10. "Wasted"
11. "Ride into the Sun"

### Wariant 7
1. "Hello America"
2. "It Could Be You"
3. "It Don't Matter"
4. "Answer to the Master"
5. "Medicine Man"
6. "Rock Brigade"
7. "Rocks Off"
8. "Wasted"

### Wariant 8
1. "It Could Be You"
2. "Hello America"
3. "It Don't Matter"
4. "Answer to the Master"
5. "Medicine Man"
6. "Rock Brigade"
7. "Rocks Off"
8. "Wasted"

## Lista koncertów
1. 18 stycznia 1980 - Aberdeen, Szkocja - University of Aberdeen
2. 19 stycznia 1980 - Dundee, Szkocja - nieznane miejsce koncertu
3. 20 stycznia 1980 - Glasgow, Szkocja - Tiffany's
4. 21 stycznia 1980 - Edynburg, Szkocja - Tiffany's
5. 22 stycznia 1980 - Ayr, Szkocja - Ayr Pavillion Theatre
6. 23 stycznia 1980 - Liverpool, Anglia - University of Liverpool
7. 25 stycznia 1980 - Oldham, Anglia - Tower Club
8. 26 stycznia 1980 - Newcastle, Anglia - Newcastle University
9. 27 stycznia 1980 - Londyn, Anglia - Marquee Club
10. 28 stycznia 1980 - Londyn, Anglia - Marquee Club
11. 30 stycznia 1980 - Bradford, Anglia - University of Bradford
12. 1 lutego 1980 - Middlesbrough, Anglia - Rock Garden
13. 2 lutego 1980 - York, Anglia - York St John University
14. 3 lutego 1980 - Manchester, Anglia - Belleuve Leisure Centre
15. 4 lutego 1980 - Stockport, Anglia - Ritz Theatre
16. 5 lutego 1980 - Leicester, Anglia - University of Leicester
17. 6 lutego 1980 - Colchester, Anglia - University of Essex
18. 8 lutego 1980 - West Runton, Anglia - West Runton Pavillion
19. 10 lutego 1980 - Birmingham, Anglia - O2 Academy Birmingham
20. 11 lutego 1980 - Bristol, Anglia - Granary Club
21. 12 lutego 1980 - Cardiff, Walia - Top Rank Suite
22. 13 lutego 1980 - Exeter, Anglia - Routes Club
23. 15 lutego 1980 - Malvern, Anglia - Malvern Winter Gardens
24. 16 lutego 1980 - Aylesbury, Anglia - Maxwell Hall
25. 17 lutego 1980 - Swansea, Walia - Brangwyn Hall
26. 18 lutego 1980 - Loughborough, Anglia - Charnwood Theatre
27. 19 lutego 1980 - Cheltenham, Anglia - Cheltenham Town Hall
28. 20 lutego 1980 - Sheffield, Anglia - Top Rank Suite
29. 22 lutego 1980 - Withernsea, Anglia - Withernsea Grand Pavillion
30. 25 lutego 1980 - Rickmansworth, Anglia - Watersmeet Theatre
31. 26 lutego 1980 - Bournemouth, Anglia - Bournemouth Town Hall
32. 27 lutego 1980 - Londyn, Anglia - Music Machine
33. 28 lutego 1980 - Blackpool, Anglia - Norbreak Castle Hotel
34. 29 lutego 1980 - Newcastle, Anglia - Mayfair Ballroom
35. 5 kwietnia 1980 - St Albans, Anglia - St Albans City Hall
36. 6 kwietnia 1980 - Wolverhampton, Anglia - Wolverhampton City Hall
37. 7 kwietnia 1980 - Liverpool, Anglia - Liverpool Empire Theatre
38. 8 kwietnia 1980 - Manchester, Anglia - Manchester Apollo Theatre
39. 10 kwietnia 1980 - Sheffield, Anglia - Sheffield City Hall
40. 11 kwietnia 1980 - Stoke, Anglia - Victoria Hall
41. 12 kwietnia 1980 - St Austell, Anglia - New Comish Riviera
42. 13 kwietnia 1980 - Londyn, Anglia - Lyceum Theatre
43. 14 kwietnia 1980 - Bristol, Anglia - Colston Hall
44. 15 kwietnia 1980 - Birmingham, Anglia - Birmingham Odeon
45. 18 kwietnia 1980 - Bradford, Anglia - St. George's Hall
46. 19 kwietnia 1980 - Glasgow, Szkocja - Apollo Glasgow
47. 20 kwietnia 1980 - Newcastle, Anglia - Newcastle City Hall
48. 22 kwietnia 1980 - Cambridge, Anglia - Cambridge Corn Exchange
49. 23 kwietnia 1980 - Chatham, Anglia - Chatham Central Hall
50. 24 kwietnia 1980 - Hastings, Anglia - Hastings Pier
51. 25 kwietnia 1980 - Southampton, Anglia - Southampton Gaumont Theatre
52. 26 kwietnia 1980 - Oksford, Anglia - New Theatre Oxford
53. 27 kwietnia 1980 - Leicester, Anglia - De Montfort Hall
54. 29 kwietnia 1980 - Derby, Anglia - Assembly Rooms
55. 20 maja 1980 - Santa Monica, Kalifornia, USA - Santa Monica Civic Auditorium
56. 21 maja 1980 - Fresno, Kalifornia, USA - Warnors Theatre
57. 22 maja 1980 - Reno, Nevada, USA - Centennial Coliseum
58. 24 maja 1980 - Oakland, Kalifornia, USA - Oakland Civic Auditorium
59. 25 maja 1980 - San Francisco, Kalifornia, USA - Warfield Theatre
60. 26 maja 1980 - Sacramento, Kalifornia, USA - Sacramento Memorial Auditorium
61. 28 maja 1980 - Eugene, Oregon, USA - McArthur Court
62. 29 maja 1980 - Portland, Oregon, USA - Veterans Memorial Auditorium
63. 30 maja 1980 - Spokane, Waszyngton, USA - Spokane Coliseum
64. 31 maja 1980 - Seattle, Waszyngton, USA - Seattle Center Arena
65. 1 czerwca 1980 - San Antonio, Teksas, USA - HemisFair Arena
66. 2 czerwca 1980 - Corpus Christi, Teksas, USA - Memorial Coliseum
67. 4 czerwca 1980 - Amarillo, Teksas, USA - Amarillo Civic Center
68. 6 czerwca 1980 - Midland, Teksas, USA - Chaparral Arena
69. 7 czerwca 1980 - El Paso, Teksas, USA - El Paso County Coliseum
70. 9 czerwca 1980 - Tucson, Arizona, USA - Tucson Community Center Arena
71. 11 czerwca 1980 - Omaha, Nebraska, USA - Omaha Civic Center
72. 12 czerwca 1980 - Des Moines, Iowa, USA - Des Moines Veterans Memorial Coliseum
73. 13 czerwca 1980 - Madison, Wisconsin, USA - Dane County Veterans Memorial Auditorium
74. 14 czerwca 1980 - Milwaukee, Wisconsin, USA - Milwaukee Arena
75. 15 czerwca 1980 - Rosemont, Illinois, USA - Rosemont Horizon
76. 17 czerwca 1980 - St. Louis, Missouri, USA - The Checkerdome
77. 18 czerwca 1980 - Kansas City, Missouri, USA - Kemper Arena
78. 19 czerwca 1980 - Denver, Kolorado, USA - McNichols Sports Arena
79. 21 czerwca 1980 - Albuquerque, Nowy Meksyk, USA - Tingley Coliseum
80. 22 czerwca 1980 - Phoenix, Arizona, USA - Arizona Veterans Memorial Coliseum
81. 24 czerwca 1980 - Midland, Teksas, USA - Chaparral Arena
82. 25 czerwca 1980 - San Antonio, Teksas, USA - San Antonio Convention Center
83. 26 czerwca 1980 - Dallas, Teksas, USA - Reunion Arena
84. 27 czerwca 1980 - Houston, Teksas, USA - Sam Houston Coliseum
85. 28 czerwca 1980 - Baton Rouge, Luizjana, USA - Riverside Centroplex
86. 29 czerwca 1980 - Shreveport, Luizjana, USA - Hirsch Memorial Coliseum
87. 1 lipca 1980 - Memphis, Tennessee, USA - Mid-South Coliseum
88. 2 lipca 1980 - Nashville, Tennessee, USA - Nashville Municipal Auditorium
89. 4 lipca 1980 - Hampton, Wirginia, USA - Atlanta International Raceway
90. 6 lipca 1980 - Hempstead, Nowy Jork, USA - Nassau Coliseum
91. 8 lipca 1980 - Charlotte, Karolina Północna, USA - Charlotte Coliseum
92. 9 lipca 1980 - Greensboro, Karolina Północna, USA - Greensboro Coliseum
93. 10 lipca 1980 - Charleston, Wirginia Zachodnia, USA - Charleston Civic Coliseum
94. 12 lipca 1980 - Thornville, Ohio, USA - Legend Valley
95. 13 lipca 1980 - Landover, Maryland, USA - Capital Centre
96. 14 lipca 1980 - Filadelfia, Pensylwania, USA - Spectrum
97. 15 lipca 1980 - New Haven, Connecticut, USA - New Haven Coliseum
98. 16 lipca 1980 - Buffalo, Nowy Jork, USA - Buffalo Memorial Auditorium
99. 18 lipca 1980 - Rochester, Nowy Jork, USA - Triangle Theater
100. 19 lipca 1980 - Cleveland, Ohio, USA - Cleveland Stadium
101. 20 lipca 1980 - Trotwood, Ohio, USA - Hara Arena
102. 23 lipca 1980 - Kalamazoo, Michigan, USA - Wings Stadium
103. 25 lipca 1980 - Chicago, Illinois, USA - Aragon Ballroom
104. 26 lipca 1980 - Chicago, Illinois, USA - Aragon Ballroom
105. 27 lipca 1980 - Rockford, Illinois, USA - Rockford Speedway
106. 28 lipca 1980 - Dubuque, Iowa, USA - Five Flags Arena
107. 30 lipca 1980 - Cleveland, Ohio, USA - Public Auditorium
108. 31 lipca 1980 - Pittsburgh, Pensylwania, USA - Stanley Theater
109. 1 sierpnia 1980 - Nowy Jork, Nowy Jork, USA - Palladium
110. 2 sierpnia 1980 - Boston, Massachusetts, USA - Orpheum Theatre
111. 3 sierpnia 1980 - Syracuse, Nowy Jork, USA - Landmark Theatre
112. 24 sierpnia 1980 - Reading, Anglia - Little John Farm
113. 9 września 1980 - Lund, Szwecja - Olympen
114. 10 września 1980 - Sztokholm, Szwecja - Göta Lejon
115. 13 września 1980 - Lejda, Holandia - Groenordhallen
116. 14 września 1980 - Deizen, Belgia - Briel Gate
117. 15 września 1980 - Poitiers, Francja - Poitiers Arena
118. 16 września 1980 - Bordeaux, Francja - Bordeaux Celebration Hall
119. 17 września 1980 - Colomiers, Francja - Comminges Hall
120. 18 września 1980 - Tours, Francja - Expo Hall
121. 20 września 1980 - Montpelier, Francja - Montpelier Sports Palace
122. 22 września 1980 - Grenoble, Francja - Alpexpo
123. 23 września 1980 - Lyon, Francja - Winter Palace
124. 24 września 1980 - Orlean, Francja - Prestige Hall
125. 25 września 1980 - Nantes, Francja - Stade de la Beaujoire
126. 26 września 1980 - Quimper, Francja - Salle Omnisports
127. 28 września 1980 - Le Mans, Francja - The Rotunda
128. 29 września 1980 - Hawr, Francja - Dock Océane
129. 30 września 1980 - Lille, Francja - Lille Expo Hall
130. 1 października 1980 - Reims, Francja - Reims Expo Hall
131. 2 października 1980 - Strasburg, Francja - Tivoli Hall
132. 7 grudnia 1980 - Dunstable, Anglia - Queensway Hall
133. 8 grudnia 1980 - Chesterfield, Anglia - Aquarius Nightclub
134. 9 grudnia 1980 - Chesterfield, Anglia - Aquarius Nightclub
135. 10 grudnia 1980 - Grimsby, Anglia - Grimsby Central Hall
136. 11 grudnia 1980 - Nottingham, Anglia - Boat Club
137. 12 grudnia 1980 - Leeds, Anglia - Fforde Greene
138. 13 grudnia 1980 - Retford, Anglia - Porterhouse

## Artyści supportujący Def Leppard
- Magnum
- Tygers of Pan Tang
- Pat Travers
- Judas Priest
- Ted Nugent
- Scorpions
- Molly Hatchet
- J. Geils
- Blackfoot
- Bob Seger
- Eddie Money
- Heart
- Joe Perry
- AC/DC
- Whitesnake
- Slade
- Budgie
- Girl
- Angel Witch
- Praying Mantis

## Źródła
- http://www.deflepparduk.com/tour19801.html
- http://www.deflepparduk.com/tour19802.html
- http://www.chmetal.info/tourdates/Def.Leppard_1980.htm